# Agaue marginata
Agaue marginata är en kvalsterart som beskrevs av Viets 1950. Agaue marginata ingår i släktet Agaue och familjen Halacaridae. Inga underarter finns listade i Catalogue of Life.